# Boarmia platyleuca
Boarmia platyleuca là một loài bướm đêm trong họ Geometridae.